# Lerdala
Lerdala è un'area urbana della Svezia situata nel comune di Skövde, contea di Västra Götaland.
La popolazione rilevata nel censimento 2010 era di 409 abitanti .